# Sandvik AB
Sandvik Aktiebolag är en global industrikoncern inom verktyg och verktygssystem för skärande metallbearbetning samt maskiner, verktyg, tjänster och tekniska lösningar för gruv- och anläggningsindustrin. Företaget grundades 1862 av Göran Fredrik Göransson i Sandviken i Gästrikland, Sverige. Sandvik har cirka 41 000 anställda (antalet i Sverige var 2023 cirka 5 500) och försäljning i cirka 150 länder. Omsättningen är omkring 123 miljarder kronor (2024).
Sandvik var det första företaget som kommersialiserade Bessemer-metoden. Den första ånghammaren installerades av en engelsk ingenjör och står idag i en park vid Sandviks anläggning i Sandviken. Koncernens huvudkontor ligger i World Trade Center i Stockholm.

## Historik

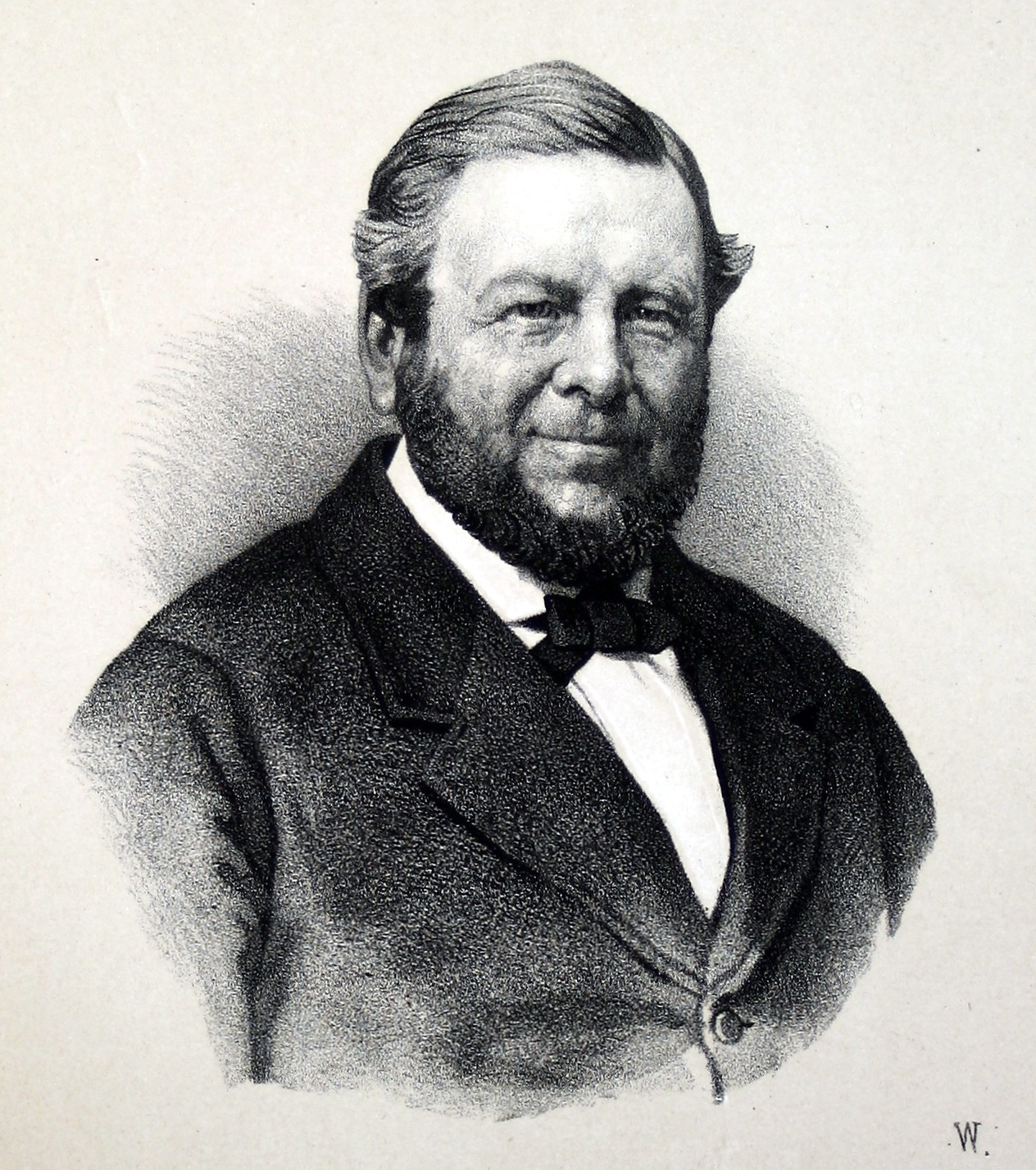
Göran Fredrik Göransson.

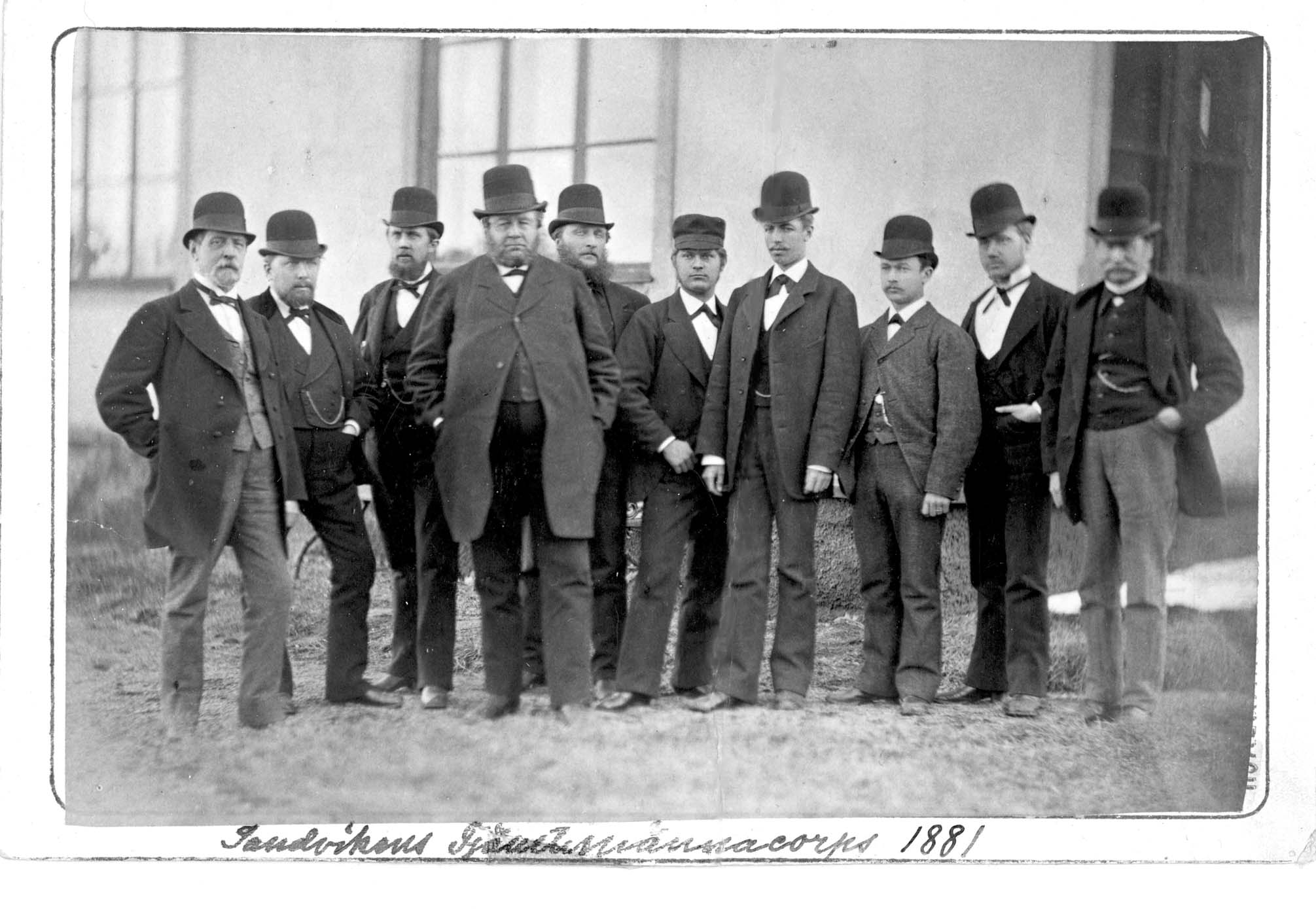
Sandvikens tjänstemannacorps 1881, Göransson fjärde från vänster.

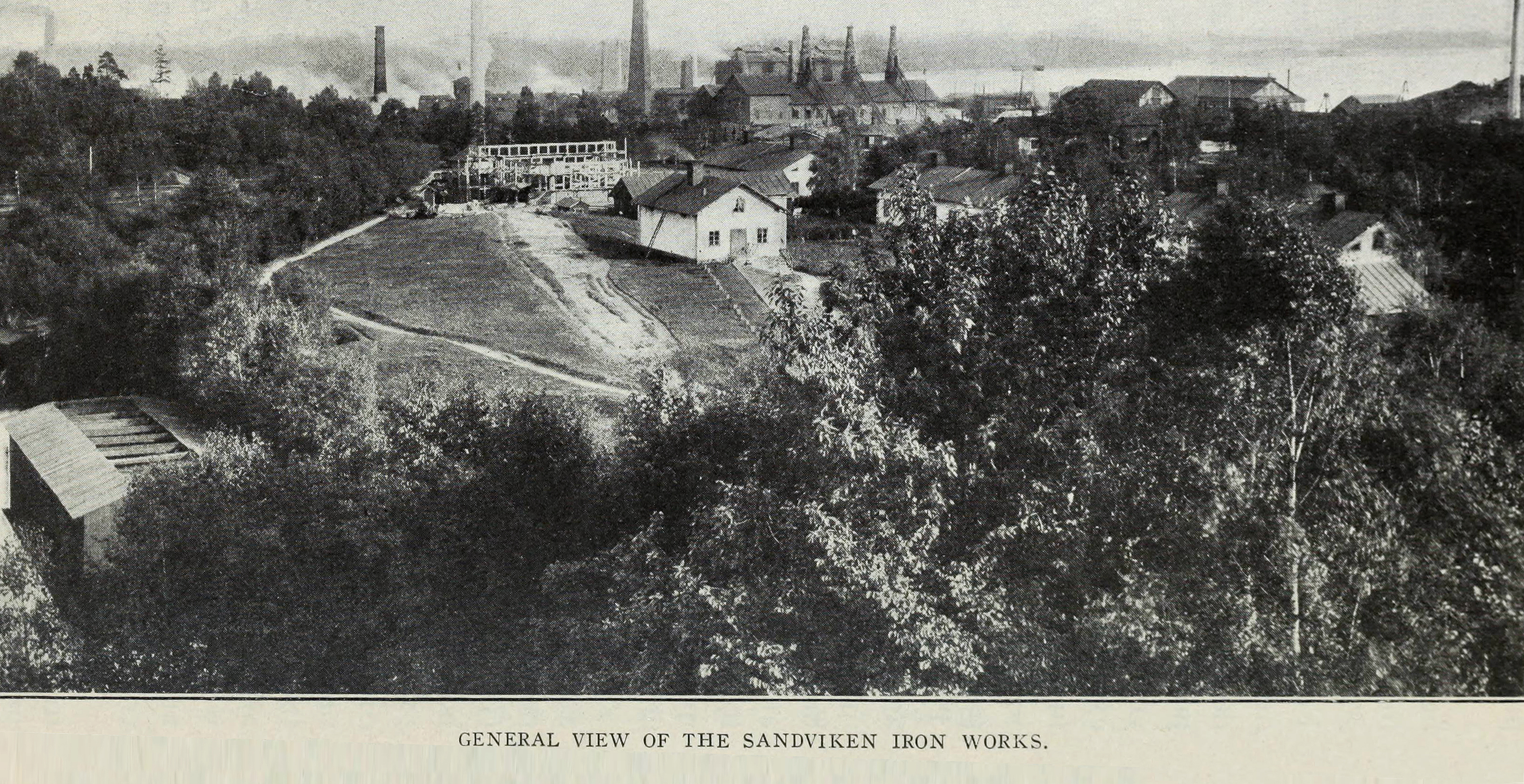
Sandvikens Järnverk 1891.

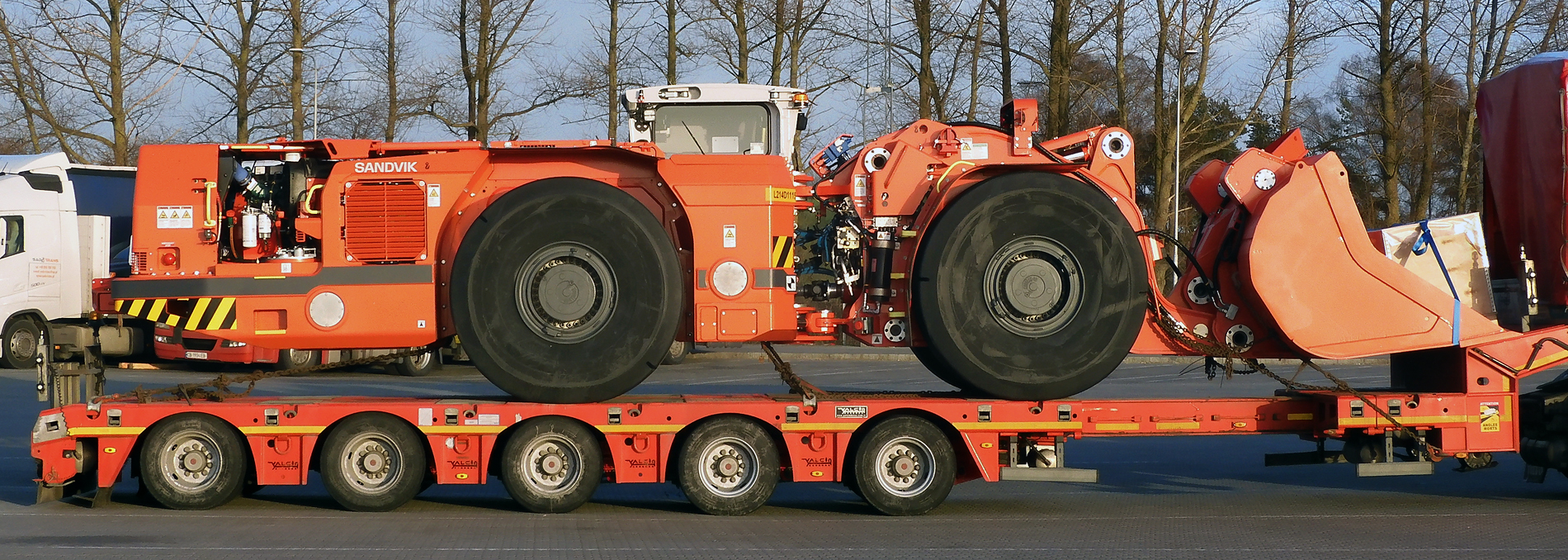
Hjullastare Sandvik LH 514.

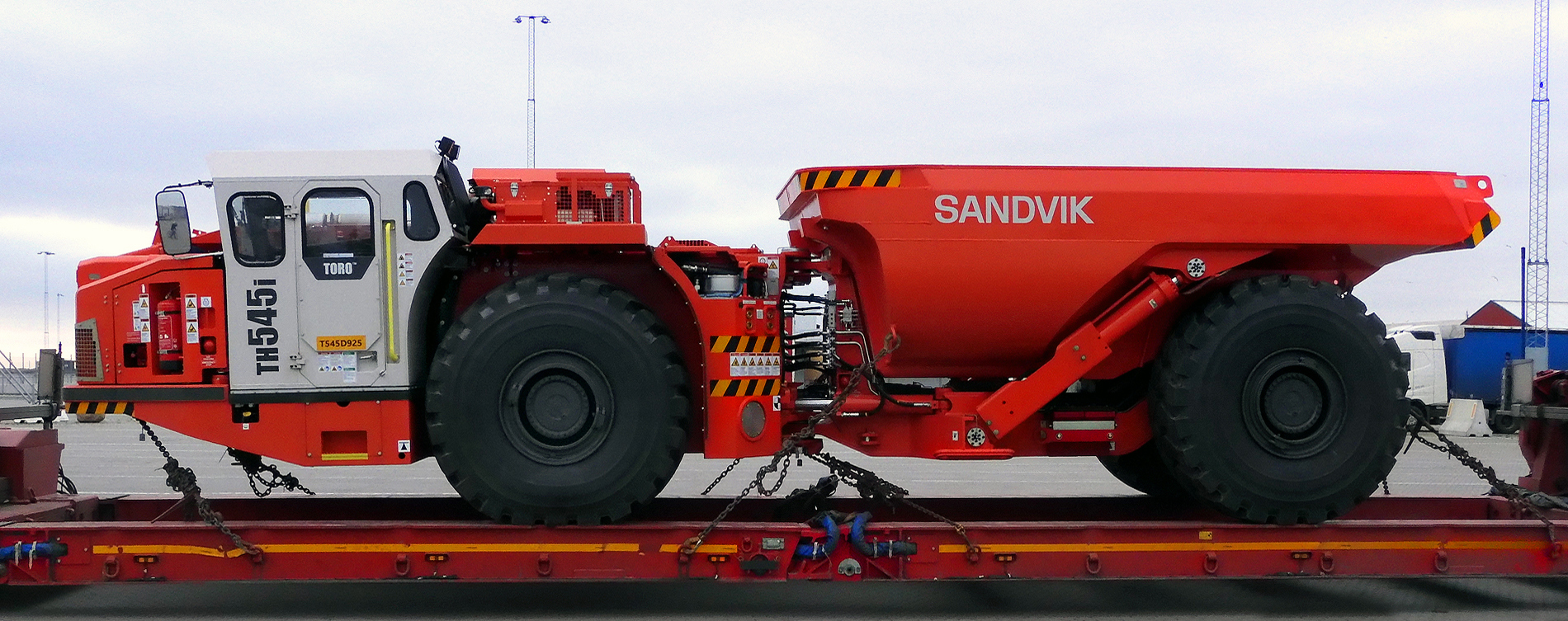
Gruvlastmaskin Sandvik TH 545i.

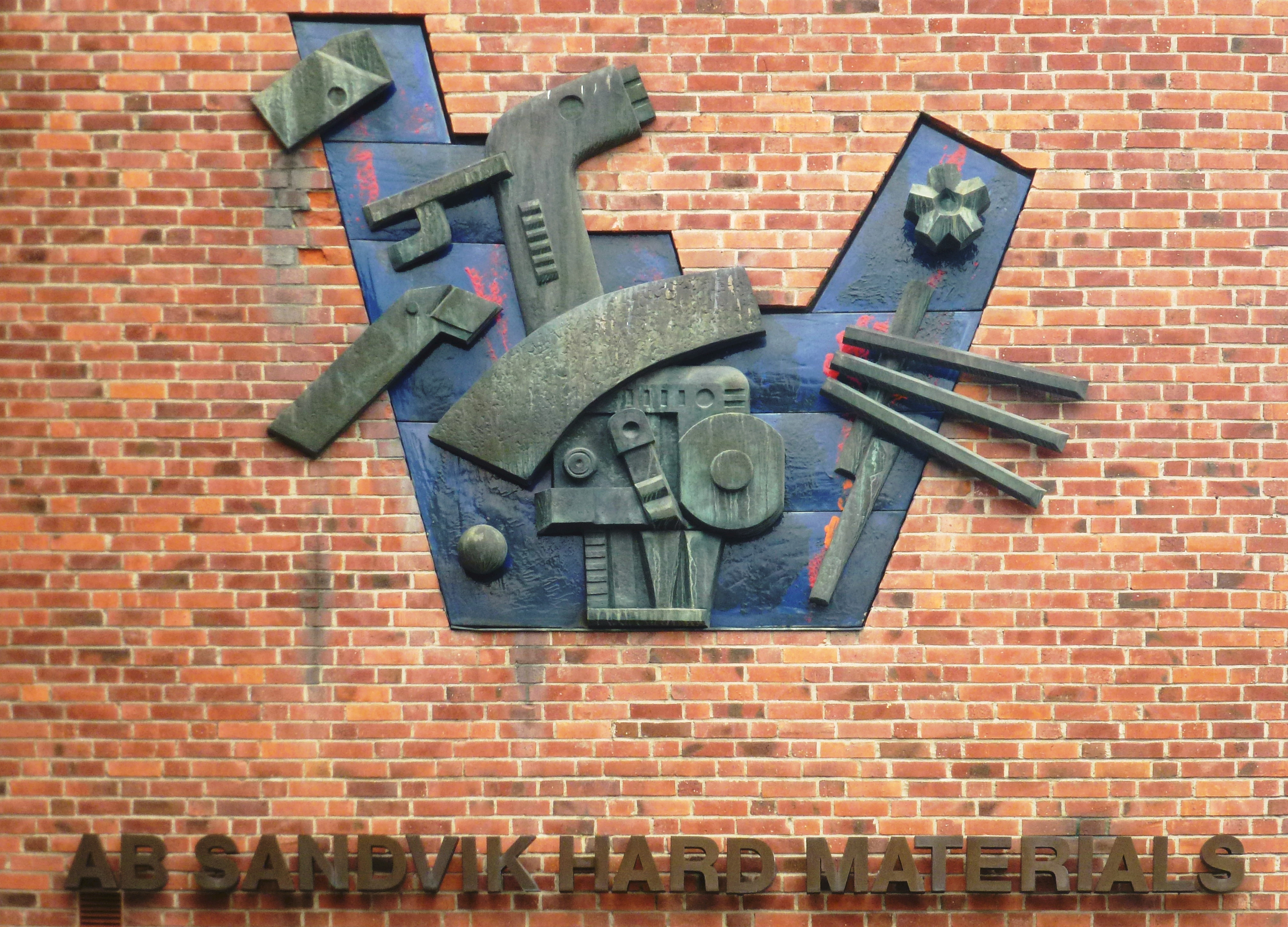
"AB Sandvik Hard Materials". Fasadskulptur på Sandviks fastighet i Västberga industriområde.

### Förhistoria 1857–1862
Sandvik grundades av konsul Göran Fredrik Göransson. Göransson var köpman i Gävle och hade under en affärsresa i England 1857 träffat Henry Bessemer och köpt en femtedel av Bessemers patent i Sverige på den nyligen uppfunna bessemerprocessen för stålframställning. I Sverige installerades utrustning för bessemerprocessen vid Edskens masugn i Gästrikland, med hjälp av engelska ingenjörer som Bessemer hade skickat dit. Processen visade sig dock inte vara så välutvecklad som Göransson och de svenska intressenterna hade trott, och de engelska ingenjörerna lyckades inte lösa problemen. 1857 inträffade även en ekonomisk kris, som drabbade firman Daniel Elfstrand et Co., som Göransson representerade. Göransson tog då själv över ledningen av de fortsatta experimenten, trots att han inte var metallurgiskt utbildad, och 18 juli 1858 lyckades framställningen av de första dugliga bessemergöten i Edsken. Dessa framgångar bidrog även till vidareutvecklingen av bessemerprocessen i England.

### Bildande och tidiga år 1862–1868
I syfte att införa bessemerprocessen i större skala bildades 1862 Högbo stål- och järnverks aktiebolag med Göransson som disponent, och Sandvikens masugn och bessemerverk anlades. 1866, då anläggningarna nyligen blivit färdigbyggda, drabbades många företag av ekonomisk kris och företaget gick i konkurs. De nybyggda anläggningarna togs 1868 över av det nybildade Sandvikens järnverks aktiebolag, som också leddes av Göransson.

## Affärsområden
- Sandvik Manufacturing and Machining Solutions tillverkar verktyg och verktygssystem för skärande metallbearbetning. Produkterna är av hårdmetall och andra hårda material som diamant, kubisk bornitrid och specialkeramer. Affärsområdet omfattar även områdena digital och additiv tillverkning.
- Sandvik Mining and Rock Solutions[7] levererar maskiner, verktyg, reservdelar, service och tekniska lösningar för gruv- och  anläggningsindustrin. Tillämpningsområdena omfattar exempelvis bergborrning, bergavverkning, lastning och transport, tunneldrivning och stenbrytning.
- Sandvik Rock Processing Solutions levererar maskiner, verktyg, reservdelar, service och tekniska lösningar för gruv- och  anläggningsindustrin. Tillämpningsområdena omfattar exempelvis krossning, sortering, rivning och demolering.
- Alleima (tidigare Sandvik Materials Technology (SMT)) tillverkar avancerade rostfria stål och speciallegeringar för de mest krävande industrierna. De erbjuder produktformer som rör, stång och band samt tråd för medicinska tillämpningar. Affärsområdet omfattar även produkter för industriell värmning. 27 april 2022 blev SMT ett eget bolag och kommer att genomgå namnbyte till Alleima[8]. Samtliga aktier i Alleima delades ut till Sandviks aktieägare och första handelsdag för Alleima på börsen var den 31 augusti 2022.[9]

## Företagsledning

### Styrelseordförande
- Per Murén,1868–1883
- G. F. Göransson, 1883–1900
- A. H. Göransson, 1900–1910
- Wilhelm Sebardt, 1910–1917
- Tord Magnuson, 1917–1929
- Karl Fredrik Göransson, 1929–1959
- Gustaf Söderlund, 1959–1967
- Hugo Stenbeck, 1967–1976
- Ragnar Sundén, 1976–1979
- Arne Westerberg, 1979–1983
- Percy Barnevik, 1983–2002
- Clas Åke Hedström, 2002–2010
- Anders Nyrén, 2010–2015
- Johan Molin, 2015–

### Verkställande direktörer
- A. H. Göransson, 1868-1910, disponent
- Tord Magnuson, 1910-1920, disponent
- Karl Fredrik Göransson, 1920–1948
- Erik W Forsberg, 1948–1958
- Wilhelm Haglund, 1958–1967
- Arne Westerberg, 1967–1979
- Lennart Ollén, 1979–1983
- Göran Ahlström, 1983–1984
- Per-Olof Eriksson, 1984–1994
- Clas Åke Hedström, 1994–2002
- Lars Pettersson, 2002–2011
- Olof Faxander, 2011–2015
- Björn Rosengren, 2015–2020
- Stefan Widing, 2020–

## Samarbete med högskolor och universitet
Företaget är en av medlemmarna, benämnda Partners, i Handelshögskolan i Stockholms partnerprogram för företag som bidrar finansiellt till högskolan och nära samarbetar med den vad gäller forskning och utbildning. Sandvik har även ingått ett samarbete med Kungliga Tekniska högskolan i Stockholm som strategisk partner i kunskapsutbytessyfte. Sandvik har även egna gymnasieskolor i Sandviken finns  Göranssonska skolan och i Gimo finns Wilhelm Haglunds Gymnasium.